# قائمة أنواع التريمينة
يوجد عدة أنواع من جنس التريمينة:  
- تريمينة أرفاكية (الاسم العلمي: Trimenia arfakensis)
- تريمينة بوغينفيلية (الاسم العلمي: Trimenia bougainvilleensis)
- تريمينة كبيرة الأوراق (الاسم العلمي: Trimenia grandifolia)
- تريمينة طويلة الذيل (الاسم العلمي: Trimenia macrura)
- تريمينة ماركيساسية (الاسم العلمي: Trimenia marquesensis)
- تريمينة موراي (الاسم العلمي: Trimenia moorei)
- تريمينة ميرقانية (الاسم العلمي: Trimenia myricoides)
- تريمينة كاليدونيا الجديدة (الاسم العلمي: Trimenia neocaledonica)
- تريمينة نوكوهيفية (الاسم العلمي: Trimenia nukuhivensis)
- تريمينة بابوانية (الاسم العلمي: Trimenia papuana)
- تريمينة وينمانية الأوراق (الاسم العلمي: Trimenia weinmanniifolia)